# Al Aâroui
Al Aâroui (Berbers: ⵍⵄⴰⵔⵡⵉ) is een stad gelegen in het Rifgebergte, in het noordoosten van Marokko. Al Aâroui telde in 2024 zo’n 46.000 inwoners.
Al Aâroui behoort tot de provincie Nador en de regio Oriental. De stad telt circa 50 duizend inwoners. De stad staat in verbinding met een autoweg richting Nador. Al Aâroui heeft een internationale luchthaven en kent veel industriële ondernemingen.
In Al Aâroui vond op 9 augustus 1921 een veldslag plaats tussen de Riffijnen en de Spaanse kolonisten. In deze veldslag, die bekend staat als Masacre de Monte Arruit, werden de Spanjaarden verslagen. Ruim 2000 Spaanse soldaten kwamen om en 400 tot 600 soldaten en officieren werden gevangengenomen. De slag was een vervolg op de Slag om Annual van een maand eerder, waarin de Spanjaarden een spectaculair verlies leden.